# Gablenzbrücke
Die Gablenzbrücke ist eine Straßenbrücke in Kiel. Die über die Brücke führende Gablenzstraße ist nach dem General Ludwig von Gablenz benannt, der 1864 Befehlshaber der österreichischen Truppen im Deutsch-Dänischen Krieg und Statthalter in Holstein war.

## Erste Brücke
Die erste Gablenzbrücke wurde Anfang des 20. Jahrhunderts errichtet. Hintergrund des Baus war der Bau des Kieler Hauptbahnhofs an seinem heutigen Standort und damit die Unterbrechung der Verbindung vom südwestlichen Teil der Stadt zum Ostufer und zum Hafen. Es bedurfte der Errichtung einer Brücke über der Gleisanlage. Die Einweihung der Brücke erfolgte am 5. März 1910. Ursprünglich Hummelwiesenbrücke, erhielt die Brücke 1914 den Namen Gablenzbrücke. Im Zweiten Weltkrieg wurde die Brücke an der östlichen Stahlbetonrampe beschädigt, überstand die Brücke aber ansonsten unbeschadet.
Aufgrund von Schäden der Stahlkonstruktion und Rost an den Eisen der Fahrbahn beschloss die Kieler die Ratsversammlung 1954, die Brücke zu sanieren und gleichzeitig zu verbreitern und zu verstärken, um die an die zunehmenden Verkehrsdichte anzupassen. Die Arbeiten wurden 1956 wurde abgeschlossen.
Bei Prüfungen im Jahr 1995 ergab sich, dass die Brücke in einem maroden Zustand war. Im selben Jahr begann die Entwicklung von Konzepten für einen Neubau. Zwei Jahre später mussten zwei Fahrspuren für den Verkehr gesperrt werden. Die Brücke wurde Ende Mai 2008 abgerissen.

## Zweite Brücke
Von 2006 bis 2009 wurde eine neue Stahlbogenbrücke errichtet. Der Bau begann im Juni 2006. Im März 2007 begann der Bau des neuen Brückenbogens auf einem Vormontageplatz neben der bisherigen Brücke. Die Montage der Bogenbrücke mit einem Gewicht von ca. 1.700 Tonnen erfolgte parallel zu den Bahngleisen. Anschließend wurde sie um etwa 6 Meter angehoben, mit Plattformwagen auf dem Vormontageplatz in Verschubposition gebracht, hierbei um 90 Grad gedreht und in zwei Sperrzeiten von jeweils 5 Stunden über die Bahngleise eingeschoben.
Die neue Gablenzbrücke wurde im November 2008 für den Verkehr freigegeben und am 14. Juni 2009 offiziell eröffnet.
Die Brücke hat eine Länge von rund 340 Metern. Die Stützweite der Bogenbrücke beträgt 66,00 Meter. Die Brücke ist gegliedert in parallel laufende Rampenbrücken Süd und Nord auf der Ostseite und eine Bogenbrücke, die die Bahngleise überspannt, auf der Westseite.

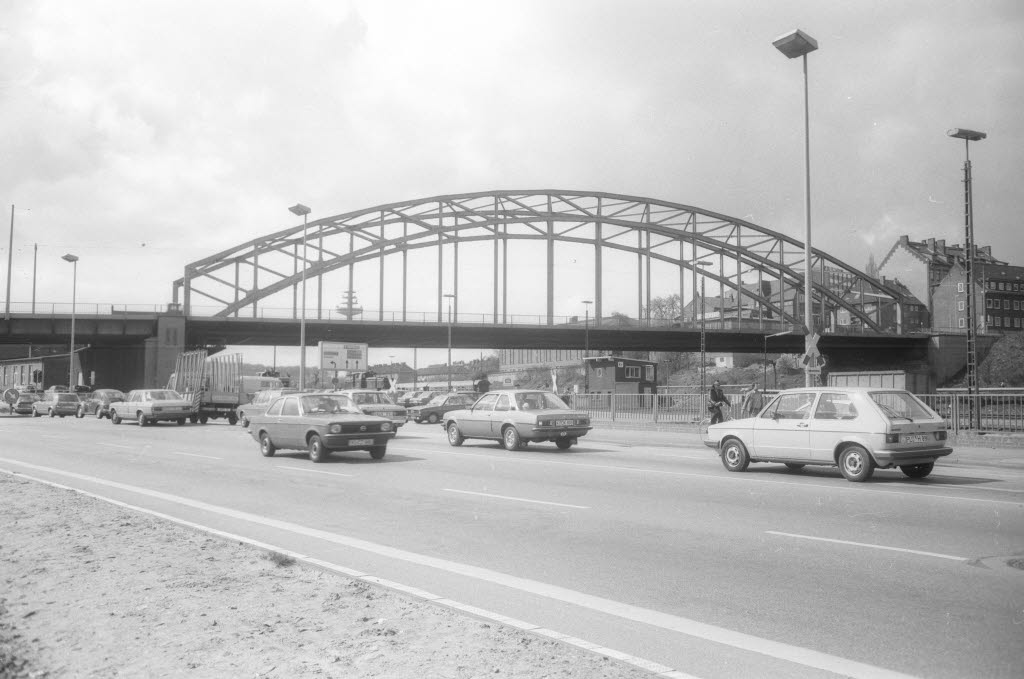
Die erste Brücke 1982
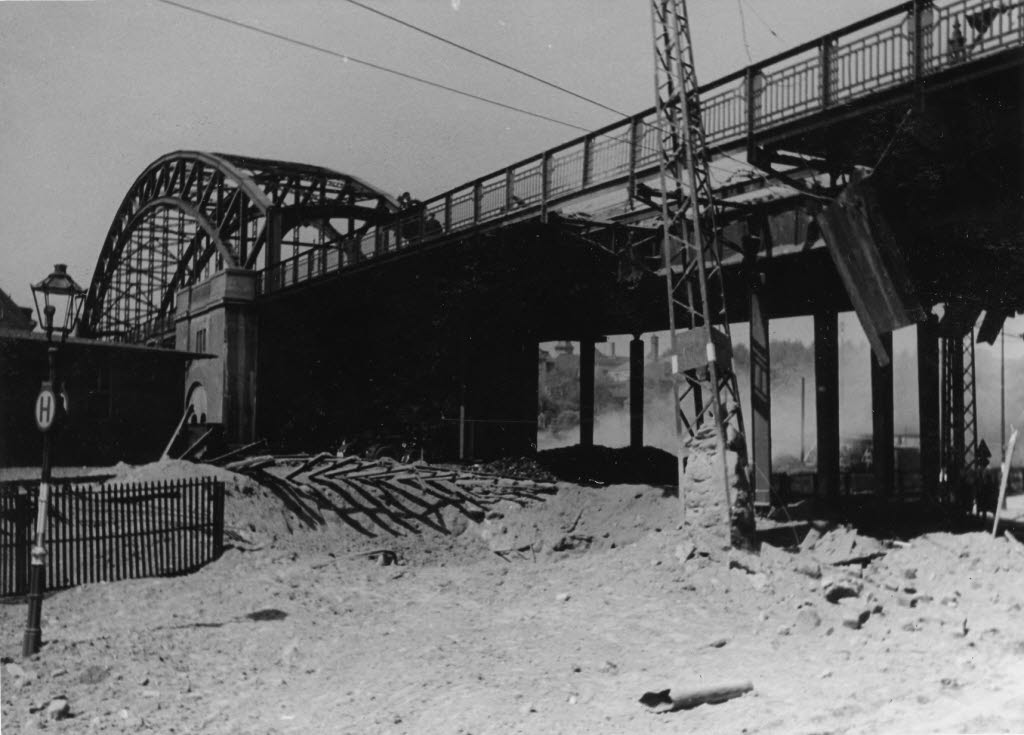
Nach dem Luftangriff am 14. Mai 1943
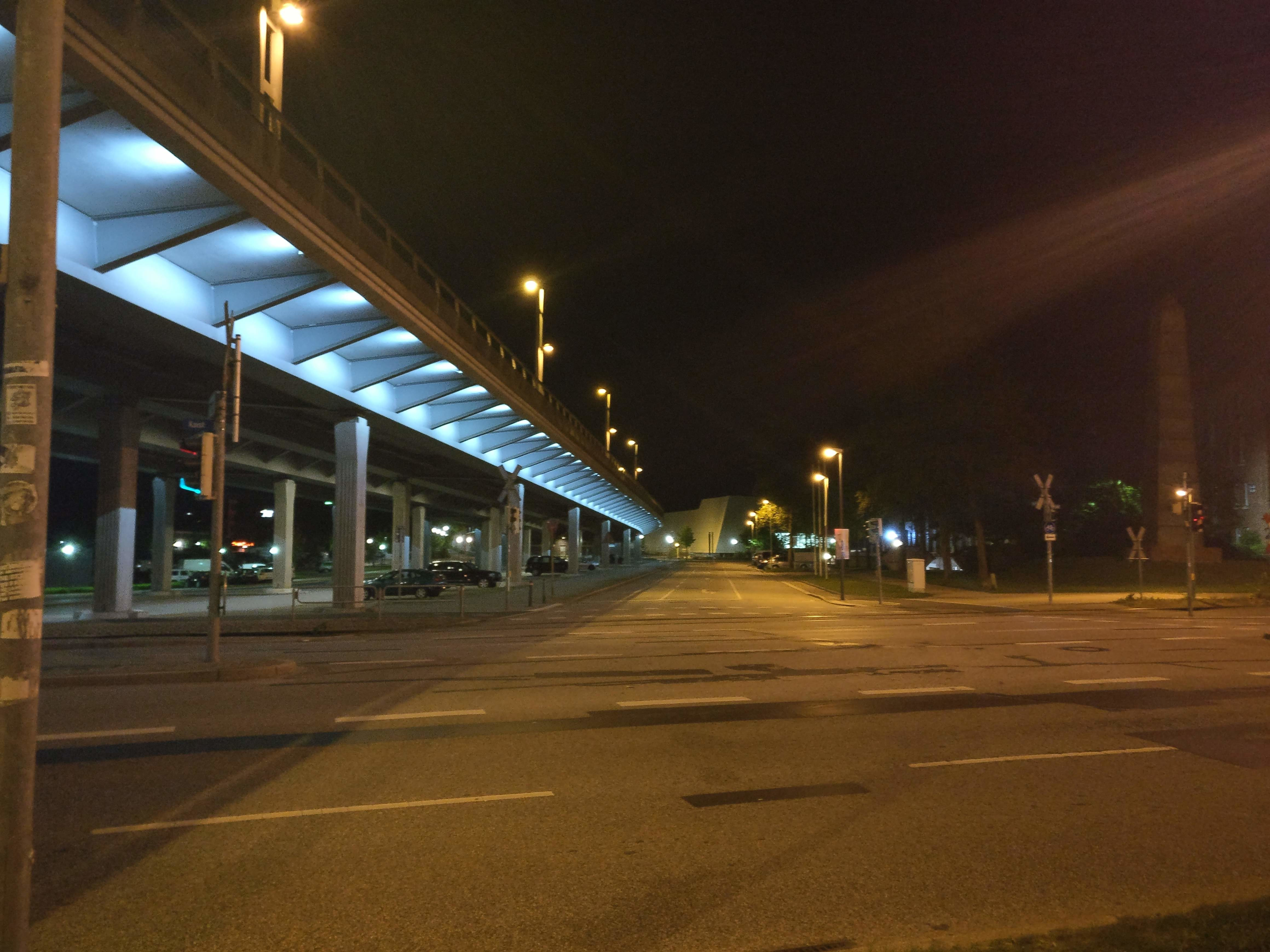
Neue Gablenzbrücke in der Nacht mit Beleuchtung
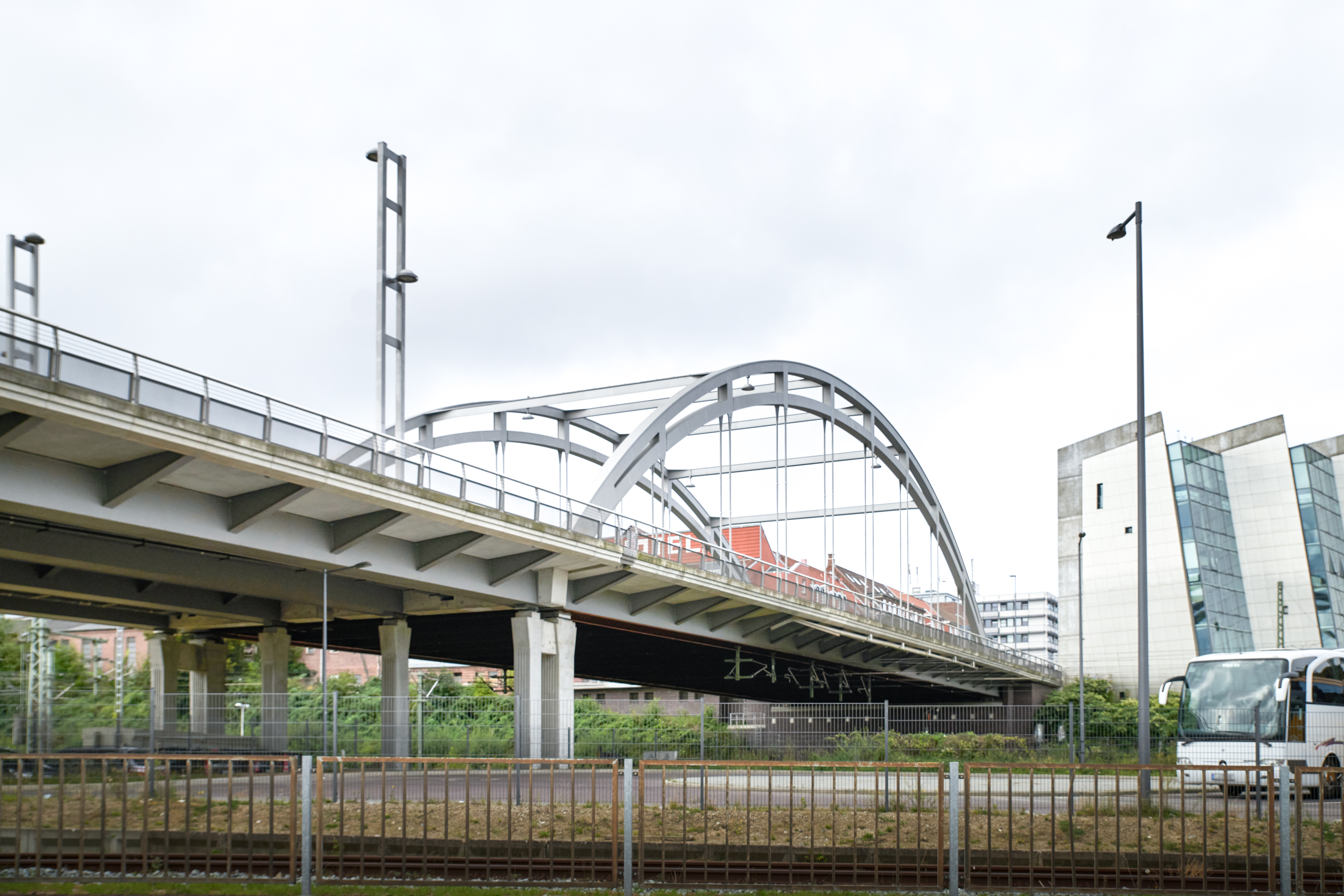
Neue Gablenzbrücke von unten